# Parlamentsvalet i Indien 2009
Parlamentsvalet i Indien 2009 var ett allmänt val i Indien som genomfördes mellan den 16 april och den 13 maj 2009 för att utse den femtonde Lok Sabhan, landets direktvalda underhus. Valet resulterade i seger för regerande Kongresspartiets valallians United Progressive Alliance under premiärminister Manmohan Singh.
714 miljoner människor var röstberättigade till valet, vilket gjorde det till världens dittills största demokratiska val. 543 ledamöter utsågs. Kampen stod främst mellan Kongresspartiets (INC) valallians United Progressive Alliance, och Bharatiya Janata Partys (BJP) valallians National Democratic Alliance under BJP:s Lal Krishna Advani. Dessutom hade många småpartier samlats i en gemensam valallians, "tredje fronten".
I samband med parlamentsvalet hölls också delstatsval i Andhra Pradesh, Orissa och Sikkim.

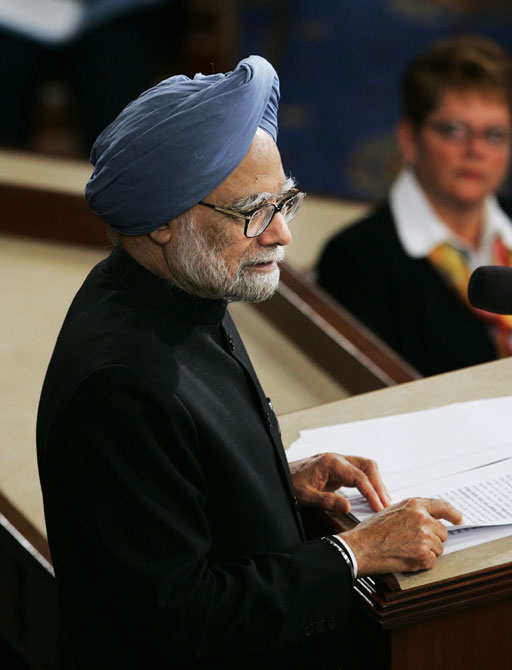
Kongresspartiets Manmohan Singh leder partialliansen UPD.
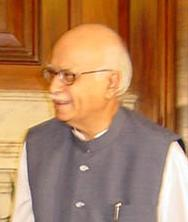
Partiet BJP:s Lal Krishna Advani leder partialliansen NDA.